# لورا فوي
لورا فوي (بالإنجليزية: Laura Foy)‏ هي منتجة تلفزيونية أمريكية، ولدت في 16 مارس 1976.